# Bluffing It
Bluffing It è un film per la televisione del 1987 diretto da James Steven Sadwith.
È un film drammatico statunitense con Dennis Weaver, Janet Carroll e Michele Little. È incentrato sulle vicende di un operaio che viene licenziato in tronco perché analfabeta. Ottenne una nomination ai premi Emmy per il suono. Il film è conosciuto anche con il titolo Nabisco Showcase.

## Produzione
Il film, diretto da James Steven Sadwith su una sceneggiatura di Linda Johnsson, Christopher Sands e dello stesso Sadwith, fu prodotto da Don Ohlmeyer per la Ohlmeyer Communications Company.

## Distribuzione
Il film fu trasmesso negli Stati Uniti il 13 settembre 1987  sulla rete televisiva ABC. È stato distribuito anche in Brasile in TV con il titolo A Mentira.